# Пенолошка психологија
Пенолошка психологија је примењена психолошка дисциплина која се бави истраживањем психолошког утицаја различитих казненоваспитних мера и санкција на понашање и ресоцијализацију осуђеника. Пенолошка психологија посебно проучава психолошко-педагошки и социјални ефекат појединих врста казни на поједине типове делинквената.